# Botija (recipiente)

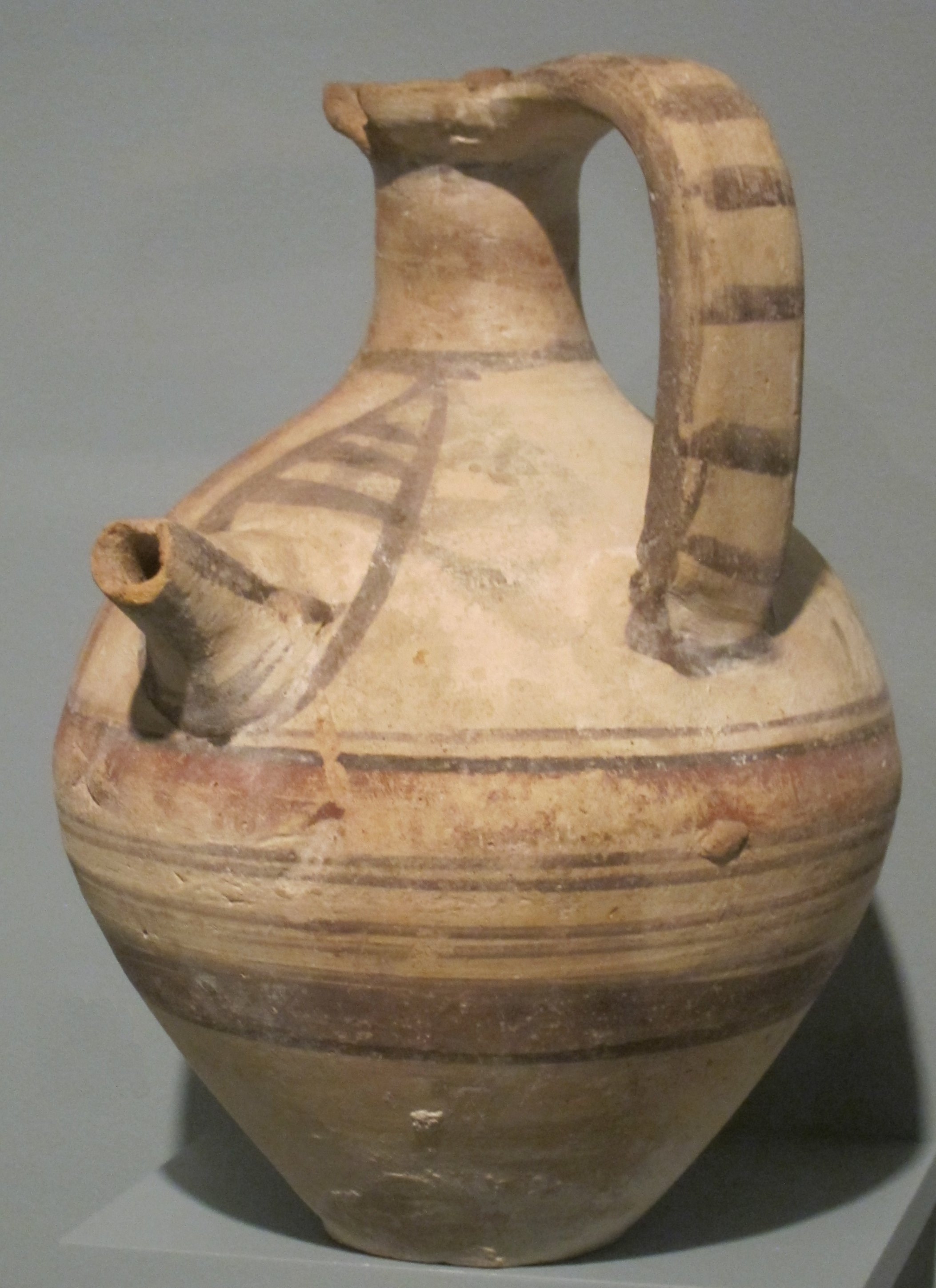
Precedente arqueológico de las cantarillas de agua y botijas en esta vasija chipriota del

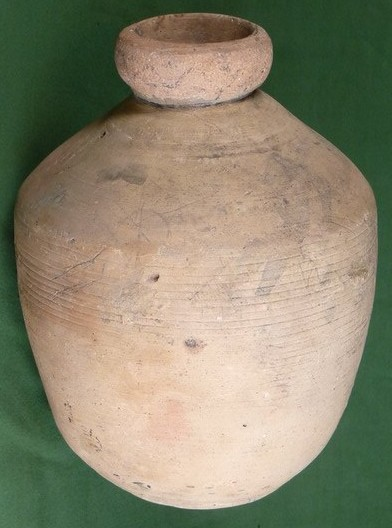
Botija "perulera" sevillana del. Museo do Pobo Galego.

Botija es un nombre vernáculo dado a un variado grupo de vasijas de barro, por lo general de tamaño mediano, cuerpo esférico y de cuello estrecho y breve.
En Cuba, botija es la vasija de hojalata en la que el campesino lleva la leche a la ciudad. Asimismo, la botija fue usada por las primeras agrupaciones de son cubano como un equivalente del contrabajo. Y en algunas zonas de América hace referencia a un tesoro enterrado.
Una de sus variedades, la botija perulera, apodada así por imitar la forma de garrafa de la perula trianera, fue uno de los recipientes más usados desde el siglo XVII en el comercio de ultramar entre España y América.

## Etimología y usos
Con la misma raíz que el botijo, evoluciona a partir de la voz latina medieval butticula, botella pequeña.
Figurada y familiarmente se dice estar hecho una botija del niño a punto de llorar, expresión similar a 'estar haciendo pucheros', y de las personas gruesas en general. En Colombia y Cuba, como insulto o injuriosamente se usa botija verde.

## Variedades
En la misma familia se encuentran: la botijilla y la botijuela, la curiosa botija de carretero, y cantarillas como la "boteja" o "botejo", o cántaros como el "botijón" (que se acepta como sinónimo de botija).

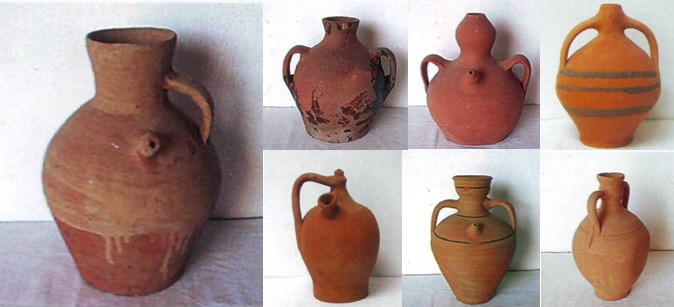
De izqu.a dcha: botija, botija de dos asas, de calabacilla y botejo grande. Abajo: botijilla, boteja y botija arriera. Museo de cerámica nacional de Chinchilla de Montearagón.

La botija tiene una rica iconografía, fruto de la fantasía del alfarero a lo largo del tiempo. También fue determinante el uso que se le iba a dar a la vasija. Algunas variedades son:
- botija arriera o de arriero
- botija de calabaza o de pastor
- botija de dos asas
- botija de campo (cantimplora de barro)
- botija perulera.[8]

El zonas de Iberoamérica se identifica con la múcura, la barrila y la botella del pisco.